# Јанко Вукомановић
Јанко Вукомановић (1859 — 1878) био је српски студент у Русији који је учествовао у српско-турским ратовима. Био је унук Вука Караџића.

## Биографија
Јанко је био син сликарке Мине Караџић и Алексе Вукомановића, синовца Кнегиње Љубице. Студирао је захваљујући руској стипендији у Пажеском корпусу од 1875. Пошто је био јединац није морао да се врати и учествује у рату, али је са ујаком Димитријем Караџићем ипак дошао да се бори. Био је део руских доборвољаца које је предводио Михаил Черњајев. У Дневнику једног добровољца новинар Пера Тодоровић нема речи хвале о Вуковом сину и унуку: „Поред њега, као сенка ишао је његов нећак. Блед као крпа са полуотвореним устима и са неким болним ужасом на лицу. Овај накресани старац и ово престрављено дете! Обојици као да није било место овде.” Кнез Милан Обреновић је одликовао Јанка колајном за храброст након чега се он вратио у Санкт Петербург. Недуго потом преминуо је, по неким подацима од туберкулозе, а по неким страдао у двобоју играјући руски рулет.